# Johanneskirche (Neukalen)

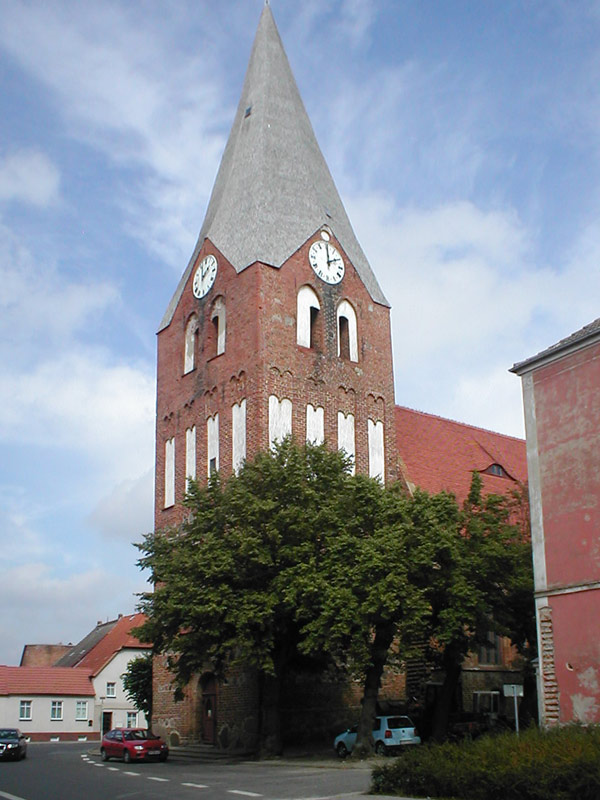
Pfarrkirche St. Johannes

Die Neukalener Johanneskirche ist eine Kirche der Kirchgemeinde Neukalen-Schorrentin im Landkreis Mecklenburgische Seenplatte. Die Gemeinde, der ebenfalls die Dorfkirche Schorrentin zugeordnet ist, gehört zur Propstei Rostock im Kirchenkreis Mecklenburg der Evangelisch-Lutherischen Kirche in Norddeutschland (Nordkirche).

## Baubeschreibung
Die Kirche ist ein einschiffiger gotischer Ziegelbau, der in der ersten Hälfte des 15. Jahrhunderts erbaut wurde. Das Kirchenschiff ist 40 Meter lang und 13 Meter breit und wird östlich durch einen dreiseitigen Chorschluss abgeschlossen. Die flache Decke zieht sich ohne Unterbrechung über Chor und Langhaus. An der Südseite und den beiden anschließenden Teilen des östlichen Schlusses befindet sich ein Vierblattfries. Am Turm, der einen steilen Helm mit vier Spitzgiebeln trägt, finden sich spätgotische Blenden. Eine Inschrift am Turm nennt das Baujahr 1439.

## Ausstattung
Der Altar und die Kanzel sind Schnitzwerke der Renaissancezeit. Der Altar wurde 1610 gefertigt. Er ist fast so breit und so hoch wie die Ostseite der Kirche. Die Figuren Adam und Eva sind einem älteren, gotischen Triptychon entnommen worden, hinzugefügt wurde eine Predella mit drei Gemälden. Diese zeigen Gethsemane, das Abendmahl und die Kreuztragung. Weiter gibt es Figuren der Zwölf Apostel, unter denen jeweils Abschnitte des apostolischen Glaubensbekenntnisses in Niederdeutsch stehen.  
Die Kanzel wurde im 17. Jahrhundert angefertigt. Eine Pietà des 15. Jahrhunderts ist ebenfalls erhalten.

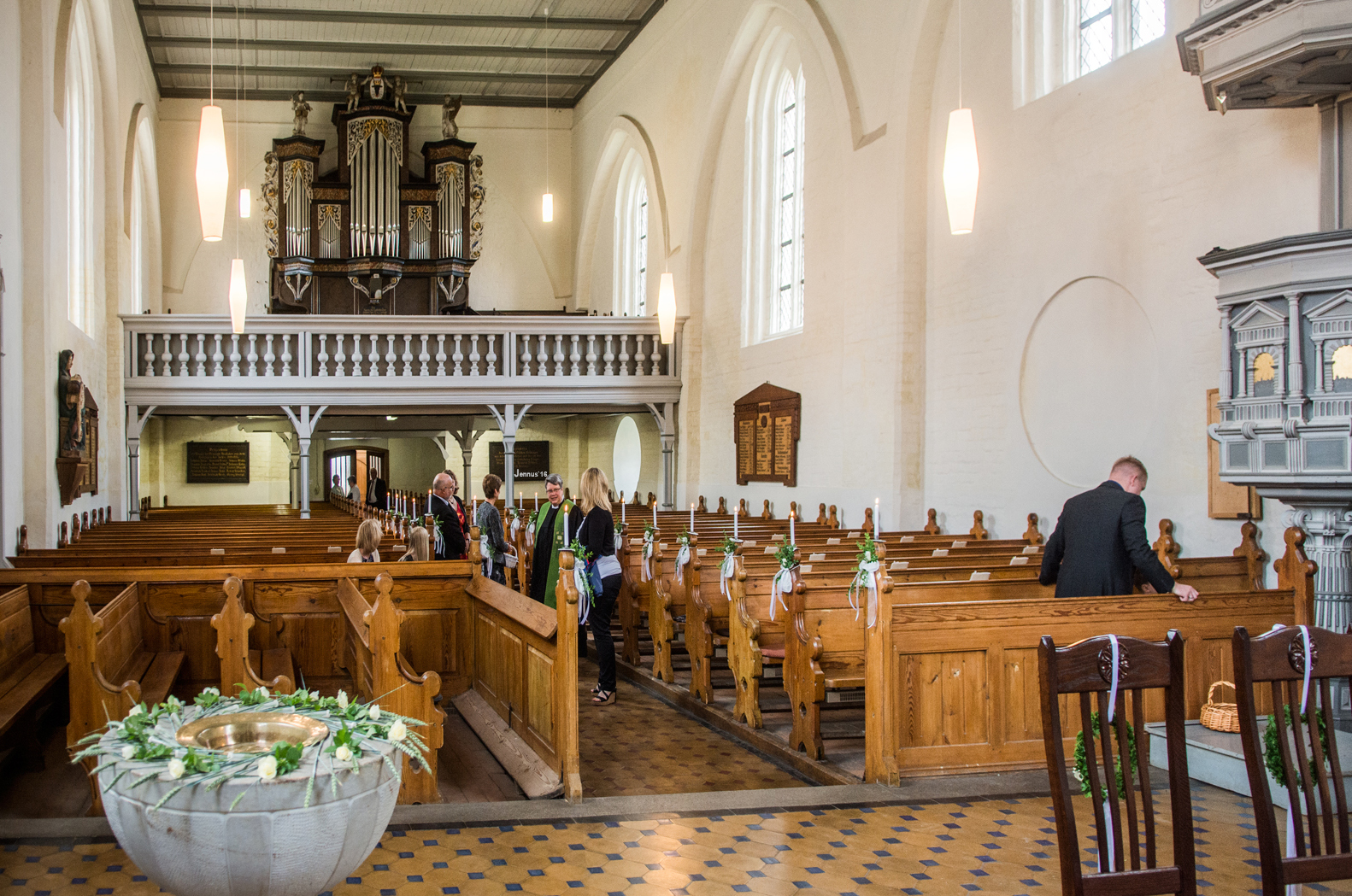
Johanniskirche Neukalen mit barocker Orgel von David Baumann

## Orgel
Die Baumannorgel wurde von 1739 bis 1742 errichtet und ist eine der ältesten Orgeln Mecklenburgs. Sie hat nach mehreren Umbauten heute 15 Register auf zwei Manualen und Pedal und wurde 2003 durch Schuke Orgelbau restauriert. Die Disposition lautet:
| I Hauptwerk CD–c3 |     |  |
| Bordun            | 16′ |  |
| Principal         | 8′  |  |
| Gedact            | 8′  |  |
| Octava            | 4′  |  |
| Super Octava      | 2′  |  |
| Mixtur IV         |     |  |

| II Hinterwerk CD–c3 |    |  |
| Gedact              | 8′ |  |
| Flöte Dous          | 4′ |  |
| Quinte              | 3′ |  |
| Octava              | 2′ |  |
| Sexta               | 2′ |  |
| Scharff III         |    |  |
| Vox humana          | 8′ |  |

| Pedal CD–c1  |     |  |
| Subbaß       | 16′ |  |
| Principalbaß | 8′  |  |

- Koppeln: Manualkoppel, Pedal – Hauptwerk
- Nebenregister und Spielhilfen: Tremulant